# نبرد لاگنا
نبرد لاگنا (استونیایی: Laagna lahing) در طول جنگ استقلال استونی در ۱۸ ژانویه ۱۹۱۹ در لاگنا، استونی رخ داد. 

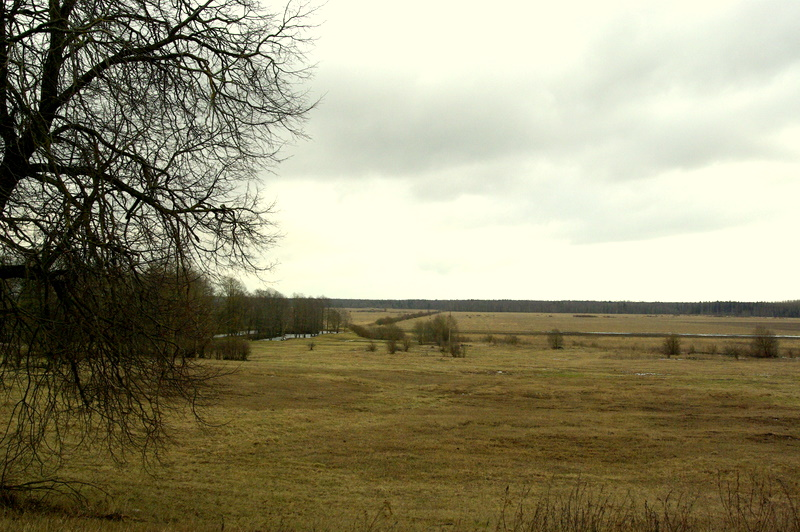
طی نبرد لاگنا که در سراسر این میدان رخ‌داد، ارتش سرخ شوروی از سمت راه آهن، حمله‌ را آغاز کرد. (تاریخ عکس؛ ۲۰۰۸)

این نبرد که توسط نیروهای استونی متشکل از سربازان داوطلب فنلاندی به صورت غافلگیرانه در صبح انجام شد با پیروزی آنها بر نیروی‌های شوروی به پایان رسید.